# Acanthodelta apinigra
Acanthodelta apinigra là một loài bướm đêm trong họ Noctuidae.